# Батяев, Василий Сергеевич
Васи́лий Серге́евич Батя́ев (11 февраля 1920 — 28 мая 1970) — лётчик-ас, участник Великой Отечественной войны, командир эскадрильи 53-го гвардейского истребительного авиационного полка 1-й гвардейской истребительной авиационной дивизии 16-й воздушной армии 1-го Белорусского фронта, Герой Советского Союза (15.05.1946).

## Биография
Родился 11 февраля 1920 года в деревне Тенёво (ныне Вадинский район Пензенской области) в семье крестьянина. Русский. С начала 1930-х годов жил в городе Сталиногорск (ныне — Новомосковск Тульской области). В 1936 году окончил 8 классов школы. Работал электромонтёром на Сталиногорском химическом комбинате. В 1938 году окончил Сталиногорский аэроклуб (обучался под руководством Бориса Карасёва).
В Красной Армии с февраля 1939 года. В 1940 году окончил Качинскую военную авиационную школу лётчиков. Служил в строевых частях ВВС (в Киевском военном округе).

### В годы Великой Отечественной войны
Участник Великой Отечественной войны с 22 июня 1941 года. В июне 1941 — январе 1943 — лётчик, командир звена, заместитель командира авиаэскадрильи 88-го истребительного авиационного полка.
В конце июля 1941 года Пётр Середа в паре со старшим лётчиком В. С. Батяевым вылетели на штурмовку войск противника в районе Корсуня. Наткнувшись на четвёрку Ме-109, лётчики решили вступить в бой. В результате неравного боя, лётчики сбили 2 истребителя противника, а двое оставшихся вышли из боя.
В начале сентября 1942 года отличился в районе станицы Вознесенская на Северном Кавказе. В бою над Тереком В. С. Батяев записал на свой боевой счёт 4-й самолёт противника.
В 1943 году окончил Липецкие курсы усовершенствования офицерского состава. В июле 1943 — мае 1945 — командир авиаэскадрильи 53-го гвардейского истребительного авиационного полка.
Сражался на Южном, Центральном и 1-м Белорусском фронтах. Участвовал в оборонительных боях на юге Украины, в Сталинградской и Курской битвах, освобождении Белоруссии и Польши, в Берлинской операции. Был дважды ранен (23 августа и 21 октября 1941 года). За время войны совершил 641 боевой вылет на истребителях И-16, Як-1, Як-9 и Р-39 «Аэрокобра», участвовал в 233 воздушных боях, сбил лично 9 и в составе группы 11 самолётов противника (по другим сведениям — 19 и 7 соответственно).
За мужество и героизм, проявленные в боях, Указом Президиума Верховного Совета СССР от 15 мая 1946 года майору Батяеву Василию Сергеевичу присвоено звание Героя Советского Союза с вручением ордена Ленина и медали «Золотая Звезда» (№ 6204).

### В послевоенные годы
После войны продолжал службу в строевых частях ВВС (в Группе советских войск в Германии и Прибалтийском военном округе), был штурманом и заместителем командира авиаполка по лётной части. В 1948 году окончил Липецкие высшие офицерские лётно-тактические курсы, в 1954 году — Военно-воздушную академию (Монино). Продолжал службу в авиации ПВО. В 1954—1956 — начальник цикла тактики Центральных курсов усовершенствования ПВО, с 1956 — начальник отдела боевой подготовки авиакорпуса ПВО. С 1961 года полковник В. С. Батяев — в запасе.
Жил в городе Харьков (Украина). Работал начальником отдела технического контроля на заводе. Воспитывал сына Сергея.
Умер 28 мая 1970 года. Похоронен на кладбище № 2 в Харькове.

## Награды
- медаль «Золотая Звезда» № 6204 Героя Советского Союза (15.05.1946)
- орден Ленина (15.05.1946)
- четыре ордена Красного Знамени (05.11.1941, 23.02.1942, 25.05.1942, 29.03.1943)
- Орден Александра Невского (31.07.1945)
- орден Красной Звезды (05.11.1954)
- медали

## Список известных побед
Всего сбитых самолётов — 26 (9 + 11); боевых вылетов — 641; воздушных боёв — 233:
| № п/п | Дата          | Сбитые самолёты             | Место воздушного боя (одержанной победы) | Самолёт                      |
| ----- | ------------- | --------------------------- | ---------------------------------------- | ---------------------------- |
| 1     | 13.07.1941 г. | 1 Хш-126 (в группе — 1 / 3) | Казатин                                  | И-16, Як-1, Р-39 «Аэрокобра» |
| 2     | 31.07.1941 г. | 1 Ме-109 (в паре — 1 / 2)   | Журавка                                  | И-16, Як-1, Р-39 «Аэрокобра» |
| 3—4   | 31.07.1941 г. | 2 Ме-109                    | Корсунь                                  | И-16, Як-1, Р-39 «Аэрокобра» |
| 5     | 05.11.1941 г. | 1 Хе-111 (в группе — 1 / 4) | Миллерово                                | И-16, Як-1, Р-39 «Аэрокобра» |
| 6     | 28.03.1942 г. | 1 Ме-109 (в группе — 1 / 5) | Осадчий                                  | И-16, Як-1, Р-39 «Аэрокобра» |
| 7     | 26.05.1942 г. | 1 Ме-109 (в группе — 1 / 6) | юго-западнее Глинская                    | И-16, Як-1, Р-39 «Аэрокобра» |
| 8—9   | 10.07.1942 г. | 2 Ме-109 (в группе — 2 / 9) | Березовский                              | И-16, Як-1, Р-39 «Аэрокобра» |
| 10    | 19.07.1942 г. | 1 ФВ-189 (в группе — 1 / 7) | Нижне-Ерохин                             | И-16, Як-1, Р-39 «Аэрокобра» |
| 11—12 | 23.08.1942 г. | 2 Ме-109 (в группе — 2 / 8) | Моздок                                   | И-16, Як-1, Р-39 «Аэрокобра» |
| 13    | 25.08.1942 г. | 1 Ме-109                    | Русский                                  | И-16, Як-1, Р-39 «Аэрокобра» |
| 14    | 04.09.1942 г. | 1 Ме-109                    | Терская                                  | И-16, Як-1, Р-39 «Аэрокобра» |
| 15    | 04.10.1942 г. | 1 Ме-109                    | Илларионовка                             | И-16, Як-1, Р-39 «Аэрокобра» |
| 16    | 03.08.1943 г. | 1 Ю-87                      | Чувардино (подбит и сожжён на земле)     | И-16, Як-1, Р-39 «Аэрокобра» |
| 17    | 19.08.1943 г. | 1 Ю-88                      | юго-восточнее Доброводье                 | И-16, Як-1, Р-39 «Аэрокобра» |
| 18    | 19.08.1943 г. | 1 Ю-88 (в паре — 1 / 2)     | юго-восточнее Доброводье                 | И-16, Як-1, Р-39 «Аэрокобра» |
| 19    | 21.08.1943 г. | 1 Ю-88                      | Новосельское                             | И-16, Як-1, Р-39 «Аэрокобра» |
| 20    | 26.06.1944 г. | 1 Ме-109                    | восточная окраина Бобруйска              | И-16, Як-1, Р-39 «Аэрокобра» |

## Память
В 2010 году на здании средней школы села Большая Лука Вадинского района Пензенской области открыта мемориальная доска с именем В. С. Батяева.